# Tăgada paternității
Tăgada paternității reprezintă acțiunea prin care tatăl prezumat al unui minor, în mod formal, cere să se confirme că respectivul copil nu este copilul său biologic. Există și cazuri de tăgadă a paternității inițiate de către mamă sau chiar de către copii (aflați la vârsta adultă). În forma originală, Codul Familiei permitea ca tăgăduirea paternității să poată să fie inițiată doar de către tatăl prezumat. Prin decizia nr. 349/2001 a Curții Constituționale s-a înlăturat această restricție, astfel că, de la acea dată, atât mama cât și copilul au dreptul de a porni o acțiune de tăgăduire a paternității.
Acțiunea este o acțiune în justiție și, pentru rezolvarea ei, este necesar a se apela la expertize medico-legale (teste ADN, etc.). 
În noul Cod Civil, tăgada paternității este prevăzută de articolele 429-434. Conform art 429  "Acțiunea în tăgada paternității poate fi pornită de soțul mamei, de mamă, de tatăl biologic, precum și de copil."